# أوربان عباسوف
أوربان عباسوف (14 أكتوبر 1992 بباكو في أذربيجان - ) هو لاعب كرة قدم أذربيجاني في مركز الدفاع. شارك مع منتخب أذربيجان تحت 21 سنة لكرة القدم ومنتخب أذربيجان لكرة القدم. أما مع النوادي، فقد لعب مع نادي قبله.

## وصلات خارجية
- أوربان عباسوف على موقع الاتحاد الأوربي (الإنجليزية)
- أوربان عباسوف على موقع قاعدة بيانات كرة القدم.إي يو (الإنجليزية)
- أوربان عباسوف على موقع ناشيونال فوتبول تيمز (الإنجليزية)
- أوربان عباسوف على موقع Soccerway.com (الإنجليزية)
- أوربان عباسوف على موقع AS.com (الإسبانية)

{{شريط تصفح تشكيلة فريق كرة قدم
|الاسم=
|اسم الفريق= نادي قبله
|القائمة=
- 1 أغاييف

{{لاعب تشكيلة فريق كرة قدم|الرقم=4|الاسم=Hasanov
{{لاعب تشكيلة فريق كرة قدم|الرقم=5|الاسم=Hasanov
{{لاعب تشكيلة فريق كرة قدم|الرقم=6|الاسم=Suleymanov
{{لاعب تشكيلة فريق كرة قدم|الرقم=7|الاسم=Mendy
{{لاعب تشكيلة فريق كرة قدم|الرقم=8|الاسم=Ismayilov
{{لاعب تشكيلة فريق كرة قدم|الرقم=9|الاسم=Voronsov
{{لاعب تشكيلة فريق كرة قدم|الرقم=10|الاسم=Shahniyarov
- 11 Asif Mammadov [الإنجليزية]‏

{{لاعب تشكيلة فريق كرة قدم|الرقم=12|الاسم=Nadirov
{{لاعب تشكيلة فريق كرة قدم|الرقم=13|الاسم=Aliyev
{{لاعب تشكيلة فريق كرة قدم|الرقم=14|الاسم=Massoumou
{{لاعب تشكيلة فريق كرة قدم|الرقم=19|الاسم=Shuaibu
{{لاعب تشكيلة فريق كرة قدم|الرقم=20|الاسم=Ochowechi
{{لاعب تشكيلة فريق كرة قدم|الرقم=22|الاسم=Isgandarov
{{لاعب تشكيلة فريق كرة قدم|الرقم=23|الاسم=Bakhshali
{{لاعب تشكيلة فريق كرة قدم|الرقم=26|الاسم=Mustafayev
- 27 Ahmadov
- 28 Murad Musayev (footballer) [الإنجليزية]‏

{{لاعب تشكيلة فريق كرة قدم|الرقم=44|الاسم=Alasgarov
{{لاعب تشكيلة فريق كرة قدم|الرقم=74|الاسم=Damadayev
{{لاعب تشكيلة فريق كرة قدم|الرقم=94|الاسم=Hasanov
- 97 Taghiyev
- مدرب: تسخادادزي